# Cordele
Cordele is een plaats (city) in de Amerikaanse staat Georgia, en valt bestuurlijk gezien onder Crisp County.

## Demografie
Bij de volkstelling in 2000 werd het aantal inwoners vastgesteld op 11.608.
In 2006 is het aantal inwoners door het United States Census Bureau geschat op 11.511, een daling van 97 (-0.8%).

## Geografie
Volgens het United States Census Bureau beslaat de plaats een oppervlakte van
24,8 km², waarvan 24,6 km² land en 0,2 km² water. Cordele ligt op ongeveer 96 m boven zeeniveau.

## Plaatsen in de nabije omgeving
De onderstaande figuur toont nabijgelegen plaatsen in een straal van 28 km rond Cordele.

## Geboren
- Buster Brown (1911-1976), blues- en r&b-zanger en mondharmonicaspeler
- Joe Williams (1918-1999), jazzzanger